# Supercoppa italiana 2011 (hockey in-line)
La Supercoppa italiana 2011 è stata la 9ª edizione della omonima competizione italiana di hockey in-line disputata il 17 settembre 2011 al PalaChiarbola di Trieste.
Hanno partecipato l'Edera Trieste in qualità di squadra campione d'Italia e il Milano Quanta come finalista della Coppa Italia.
L'Edera Trieste vinse la partita per 10-3, aggiudicandosi per la seconda volta il trofeo.

## Partecipanti
| Squadre       | Qual. | Partecipazioni precedenti (il grassetto indica la vittoria) |
| ------------- | ----- | ----------------------------------------------------------- |
| Edera Trieste |       | 2007, 2008, 2010                                            |
| Milano Quanta |       | Nessuna                                                     |

## Tabellino
| Trieste 17 settembre 2011 | Edera Trieste | 10 – 3 referto | Milano Quanta | PalaChiarbola |